# Kaple svaté Kateřiny (Počátky)
Kaple svaté Kateřiny se studánkou, taktéž zasvěcenou sv. Kateřině, stojí v Lázních svaté Kateřiny, části Počátek. Okolo prochází modře značená turistická trasa na Horní Ves. Nedaleko kaple stojí kostel sv. Kateřiny.
Léčebné účinky zdejšího pramene jsou doloženy již k 16. století, kdy se zde vyléčila Kateřina, dcera Kryštofa z Leskovce. Ten zde také nechal vybudovat kapličku. Nicméně vlastní místo bylo v majetku jezuitů z Jindřichova Hradce. V průběhu následujících staletí prošla řadou úprav. Nedaleko kapličky byly vybudovány lázně, které svého největšího rozmachu dosáhly v průběhu 18. století. Za první světové války areál vyhořel a nebyl nikdy obnoven v původním rozsahu.
V roce 1895 byl proveden chemický a bakteriologický rozbor vody ze zdejšího pramene a prokázán blahodárný vliv na kůži, srdce, plíce, zažívací ústrojí a žlázy a také na nervovou soustavu.

## Další studánky v okolí Počátek
- Pramen řeky Jihlavy
- Studánka svaté Ludmily
- Studánka svaté Markéty
- Studánka svatého Vojtěcha